# 訃報 2017年6月
訃報 2017年6月（ふほう 2017ねん6がつ）では、2017年6月に物故した、又は物故が報じられた人物についてまとめる。

## (1日 - 15日)

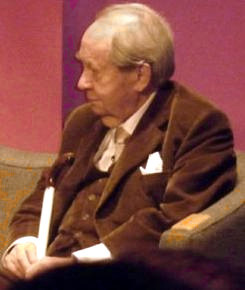
ピーター・サリス／6月2日没

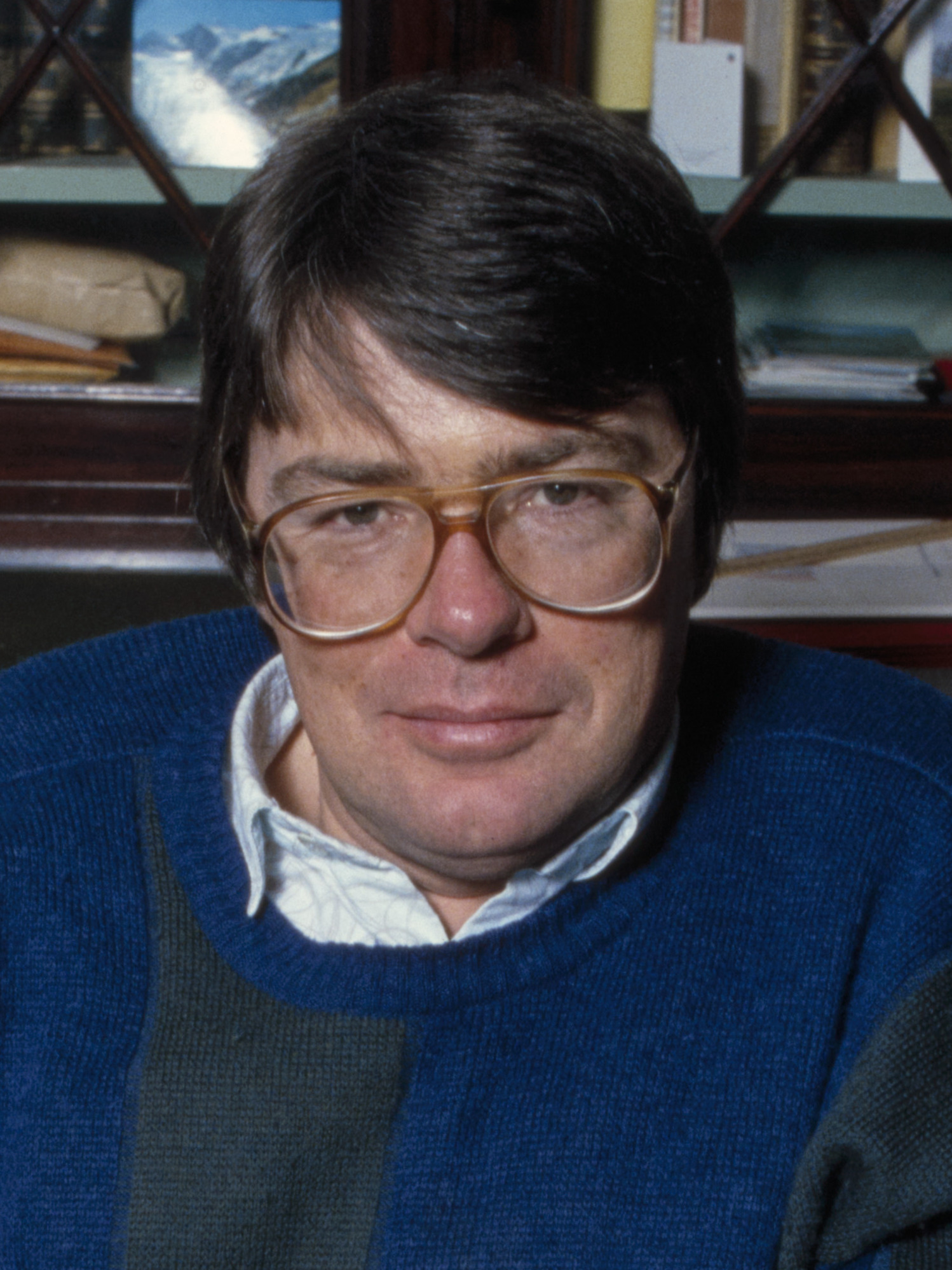
ジェフリー・テイト／6月2日没

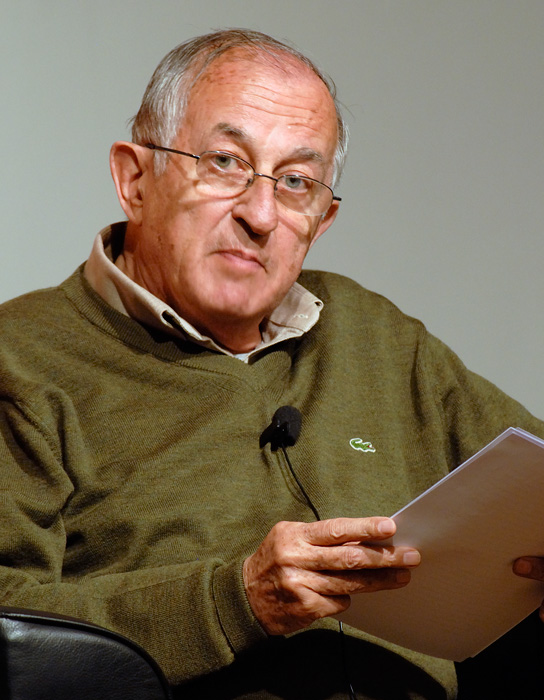
フアン・ゴイティソーロ／6月4日没

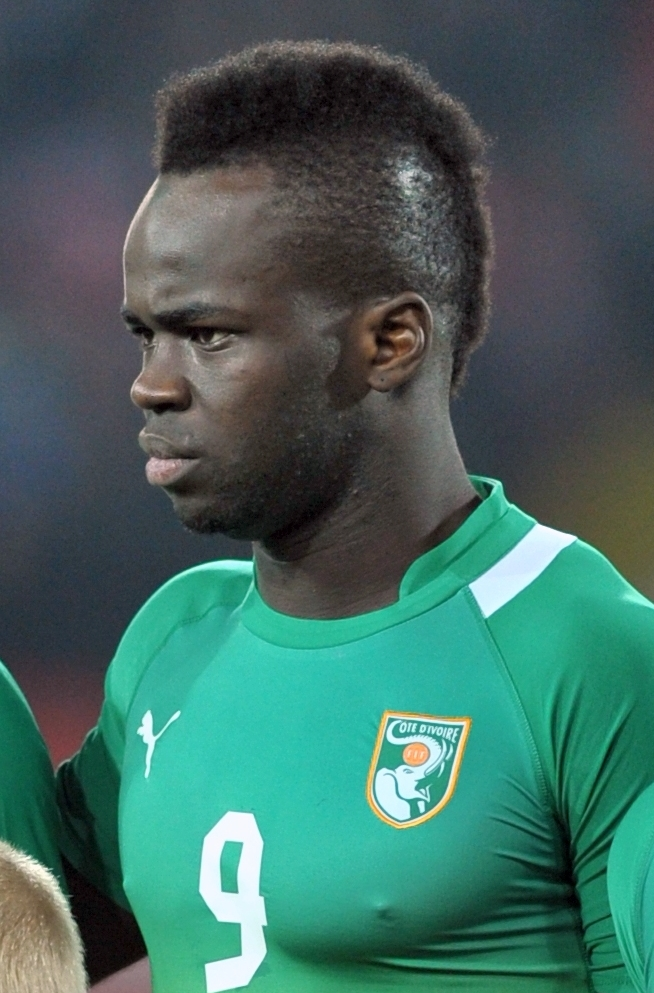
シェイク・ティオテ／6月5日没

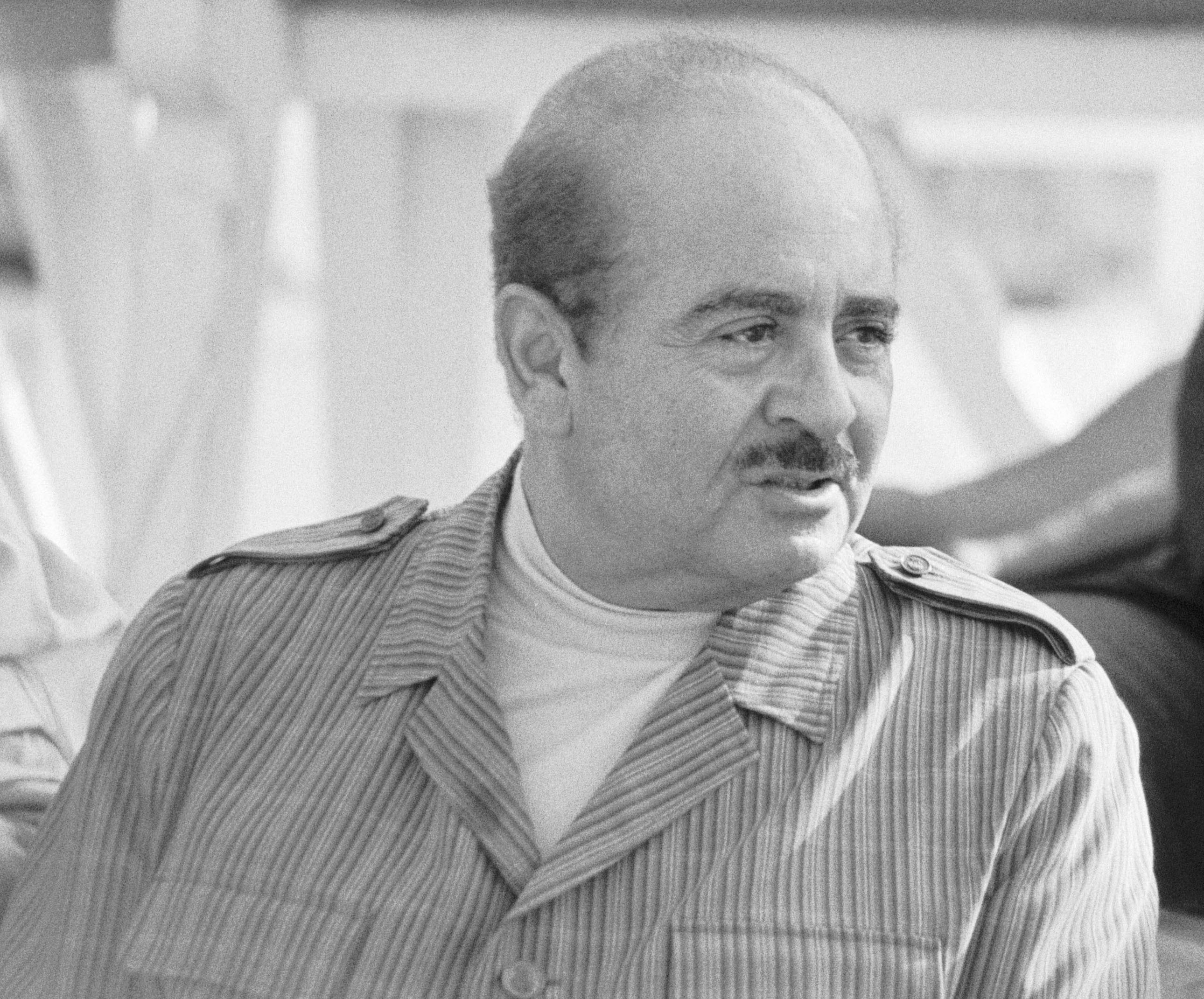
アドナン・カショギ／6月6日没

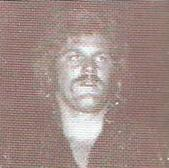
ロン・スター／6月8日没

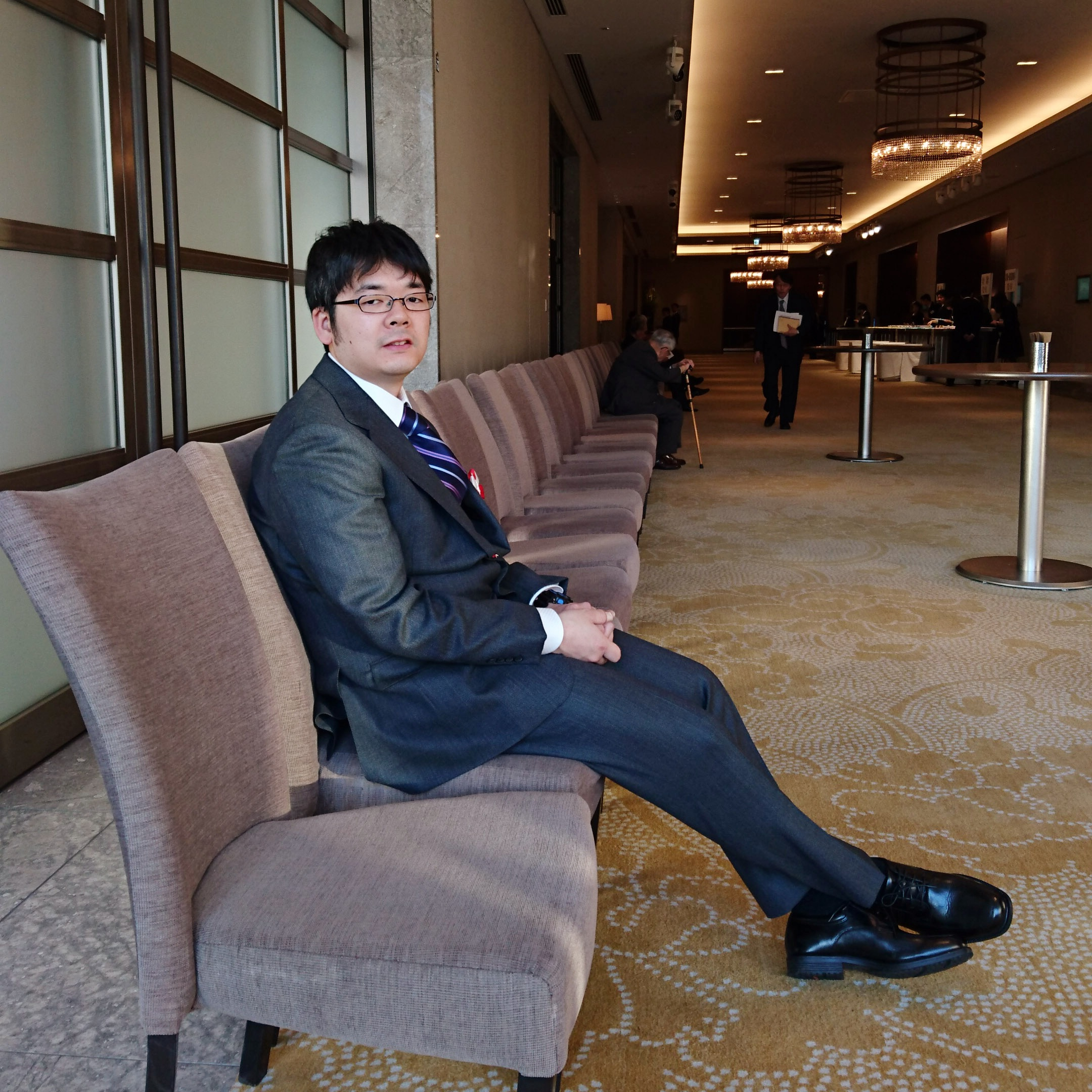
萩原慎一郎／6月8日没

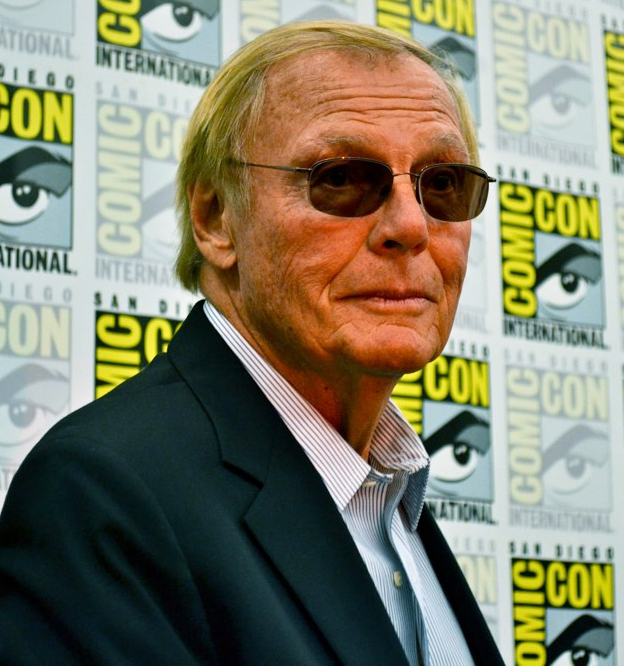
アダム・ウェスト／6月9日没

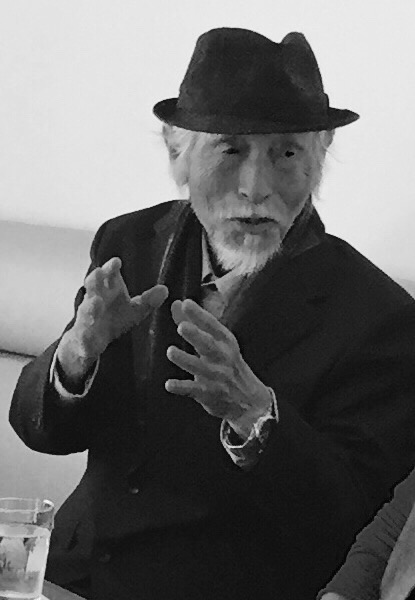
西郷竹彦／6月12日没

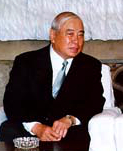
大田昌秀／6月12日没

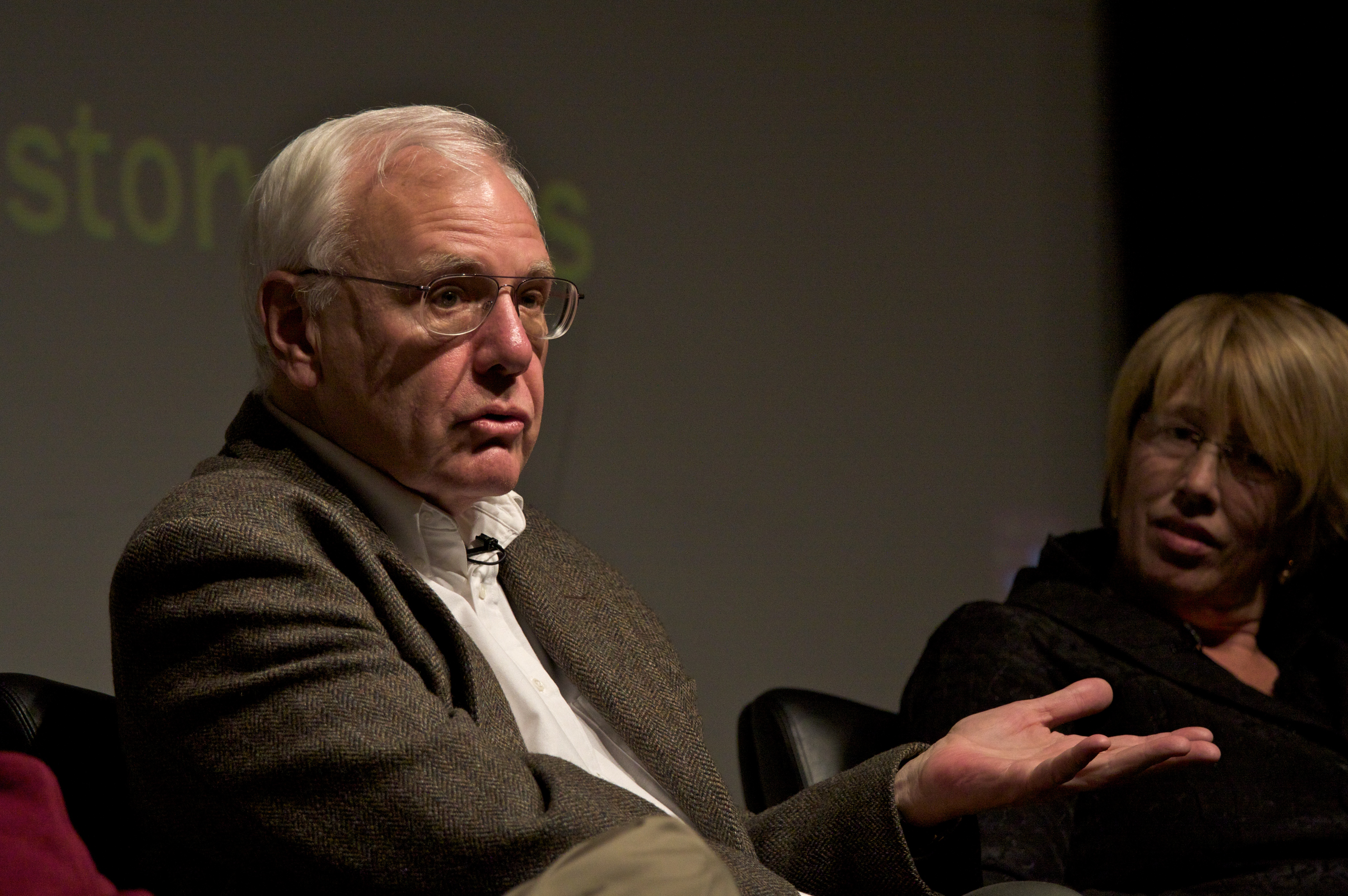
チャック・サッカー（左）／6月12日没

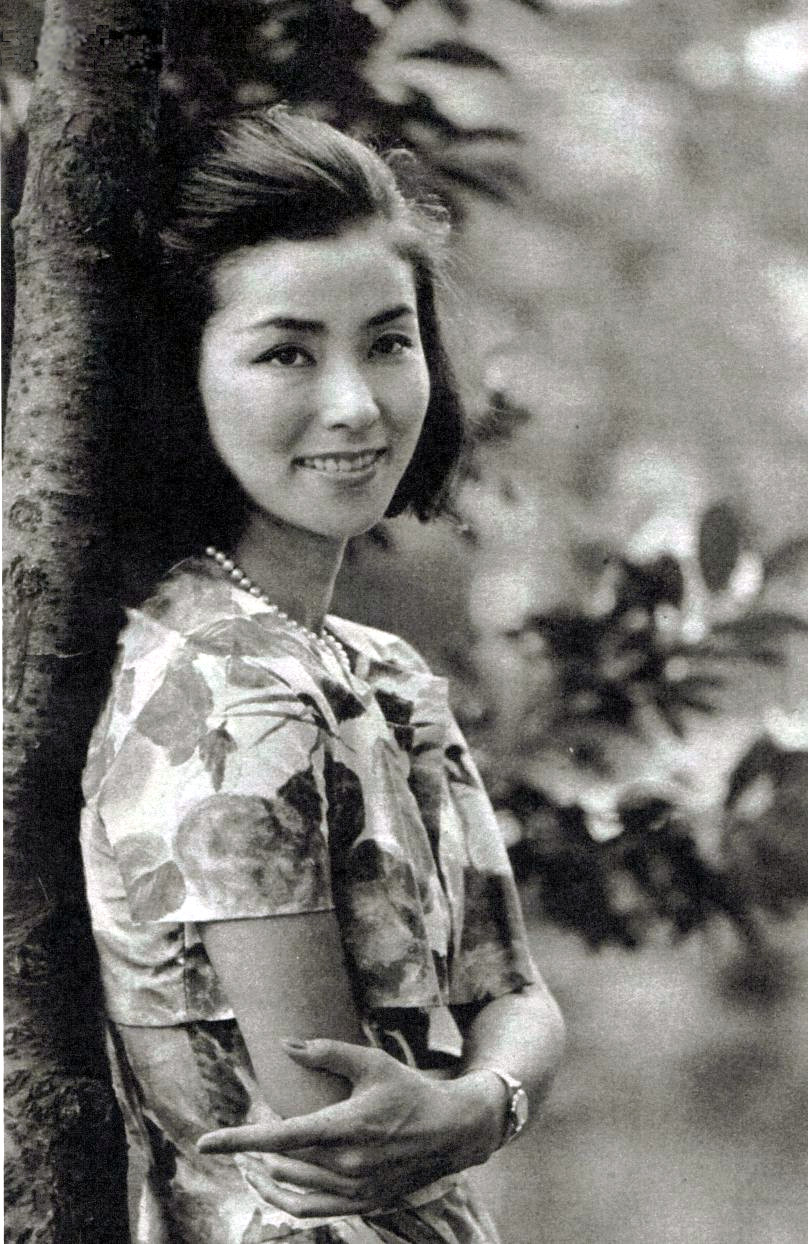
野際陽子／6月13日没

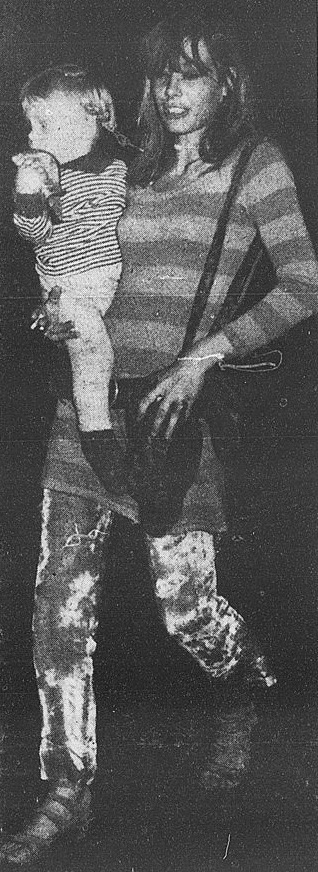
アニタ・パレンバーグ／6月13日没

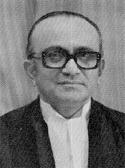
プラフッラチャンドラ・ナトワーラル・バグワティ／6月15日没

- 6月1日 - ジャック・マクロスキー（英語版）、アメリカ合衆国のバスケットボール選手、元デトロイト・ピストンズGM（* 1925年）[1]
- 6月1日 - 長谷川清、日本の政治家、元参議院議員【民社党・新進党・新党友愛・民主党所属】（* 1932年）[2]
- 6月1日 - 島田雄二、日本の実業家、ちふれ化粧品名誉会長（* 1939年）[3]
- 6月2日 - ピーター・サリス、イギリスの俳優、声優（* 1921年）[4]
- 6月2日 - ジャック・オニール（英語版）、アメリカ合衆国の実業家、ウエットスーツ考案者（* 1923年）
- 6月2日 - 粒来哲蔵、日本の詩人（* 1928年）[5]
- 6月2日 - トム・ジャーダ、アメリカ合衆国のカーデザイナー（* 1934年）[6]
- 6月2日 - 麻鳥千穂、元宝塚歌劇団花組、宝塚歌劇団40期生（* 1937年）[7]
- 6月2日 - ジェフリー・テイト、イギリスの指揮者（* 1943年）[8]
- 6月2日 - 岡本隆子、日本の元タレント、元吉本新喜劇座員、3代目笑福亭仁鶴夫人（* 1944年）[9]
- 6月3日 - 堀籠敬蔵、日本の剣道家（* 1921年）[10]
- 6月3日 - 銘苅朝則、日本の実業家、プリマート創業者（* 1928年?）[11]
- 6月3日 - 東潤、日本の政治家、元大阪府門真市長（* 1932年）[12]
- 6月3日 - 大場典彦、日本の実業家、ヴィア・ホールディングス社長（* 1958年）[13]
- 6月4日 - フアン・ゴイティソーロ、スペインの小説家（* 1931年）[14]
- 6月4日 - ババトゥンデ・オショティメイン（英語版）、ナイジェリアの医師、国連人口基金事務局長（* 1949年）[15]
- 6月4日 - 逸見泰成、日本のギタリスト、元アナーキーメンバー（* 1960年）[16]
- 6月5日 - 野平昌人、日本の実業家、元北海道新聞社専務、北海道文化放送社長（* 1918年）[17]
- 6月5日 - 藤井昭二、日本の地質学者、富山大学名誉教授（* 1927年）[18]
- 6月5日 - 山崎博、日本の写真家、元武蔵野美術大学教授（* 1946年）
- 6月5日 - シェイク・ティオテ、コートジボワールのサッカー選手（* 1986年）[19]
- 6月6日 - 能川昭二、日本の実業家、元コマツ社長（* 1927年）[20]
- 6月6日 - 栗田金一、日本の政治家、元岐阜県墨俣町長（* 1932年?）[21]
- 6月6日 - アドナン・カショギ、サウジアラビアの武器商人（* 1935年）[22]
- 6月6日 - 白鷹幸伯、日本の鍛冶職人（* 1935年）[23]
- 6月6日 - 古谷淳、日本の政治家、元千葉県松尾町長（* 1939年?）[24]
- 6月6日 - 田原桂一、日本の写真家（* 1951年）[25]
- 6月7日 - 三谷雄明、日本の政治家、元和歌山県北山村長（* 1924年?）[26]
- 6月7日 - 北尾敏男、日本の化学者、京都工芸繊維大学名誉教授（* 1933年?）[27]
- 6月8日 - 青木定雄、日本の実業家、エムケイ創業者（* 1929年）[28]
- 6月8日 - ロン・スター、アメリカ合衆国のプロレスラー（* 1950年）[29]
- 6月8日 - 萩原慎一郎、日本の歌人（* 1984年）[30]
- 6月8日 - サム・パノプロス、ギリシャ系カナダ人の料理人、実業家、ハワイアンピザ考案者(* 1934年)[31]
- 6月9日 - 北條栖玉、日本の書家、毎日書道展参与会員（* 1921年?）[32]
- 6月9日 - アダム・ウェスト、アメリカ合衆国の俳優、声優（* 1928年）[33]
- 6月10日 - 佐野晴洋、日本の公衆衛生学者、京都大学名誉教授、元滋賀医科大学学長
- 6月10日 - 北川一也、日本の実業家、元北川鉄工所社長（* 1927年）[34]
- 6月10日 - 斉柏林（中国語版）、中華民国の映画監督（* 1964年）[35]
- 6月11日 - 関谷定夫、日本の聖書学者、西南学院大学名誉教授（* 1925年）[36]
- 6月11日 - 加藤梅雄、日本の政治家、元愛知県長久手町長（* 1935年）[37]
- 6月12日 - 西郷竹彦、文芸学者、児童文学研究者、ロシア文学翻訳家（* 1920年）[38]
- 6月12日 - 大田昌秀[39]、日本の政治家、社会学者、琉球大学名誉教授、元沖縄県知事、元社会民主党参議院議員（* 1925年）[40]
- 6月12日 - 安岡重明、日本の経済学者、経営学者、歴史学者、同志社大学名誉教授（* 1928年）[41]
- 6月12日 - 管野鉄夫、日本の実業家、サンパウロ伯援護委員会第一副会長（* 1929年）[42]
- 6月12日 - 古岡滉、日本の実業家、元学習研究社社長（* 1933年）[43]
- 6月12日 - 荒川重勝、日本の法学者、立命館大学名誉教授（* 1939年）[44]
- 6月12日 - チャック・サッカー、アメリカ合衆国のコンピュータ・ハードウェアの開発エンジニア（* 1943年）[45]
- 6月13日 - 町田宗徳、日本の政治家、元沖縄市長（* 1925年?）[46]
- 6月13日 - 野際陽子、日本の女優、元NHKアナウンサー（* 1936年）[47]
- 6月13日 - アニタ・パレンバーグ、イタリア出身の女優、モデル（* 1944年）[48]
- 6月13日 - 多田護、日本のフリーアナウンサー、元TBSアナウンサー（* 1941年）[49]
- 6月14日 - 水庭進、日本のアナウンサー、文筆家、俳人（* 1924年）[50]
- 6月14日 - 北川榮三、日本の実業家、北川本家相談役（* 1936年?）[51]
- 6月14日 - 寺田典弘、日本の政治家、前奈良県田原本町長（* 1960年）[52]
- 6月15日 - プラフッラチャンドラ・ナトワーラル・バグワティ、インドの裁判官、元最高裁判所長官（* 1921年）[53]
- 6月15日 - 北川啓一、日本の実業家、元信楽高原鉄道社長（* 1924年?）[54]
- 6月15日 - 金田幸三、日本の実業家、ニチレイ元社長・会長（* 1928年）[55]
- 6月15日 - 新藤恒男、日本の銀行家、元大蔵省造幣局長、西日本シティ銀行元頭取（* 1934年）[56]
- 6月15日 - 小田茂、日本の実業家、元神戸製鋼所副社長、元ナブコ社長（* 1936年）[57]

## (16日 - 30日)

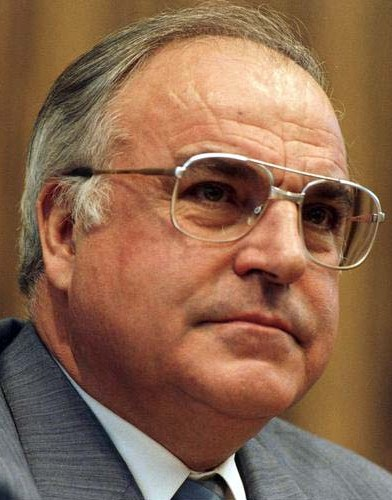
ヘルムート・コール／6月16日没

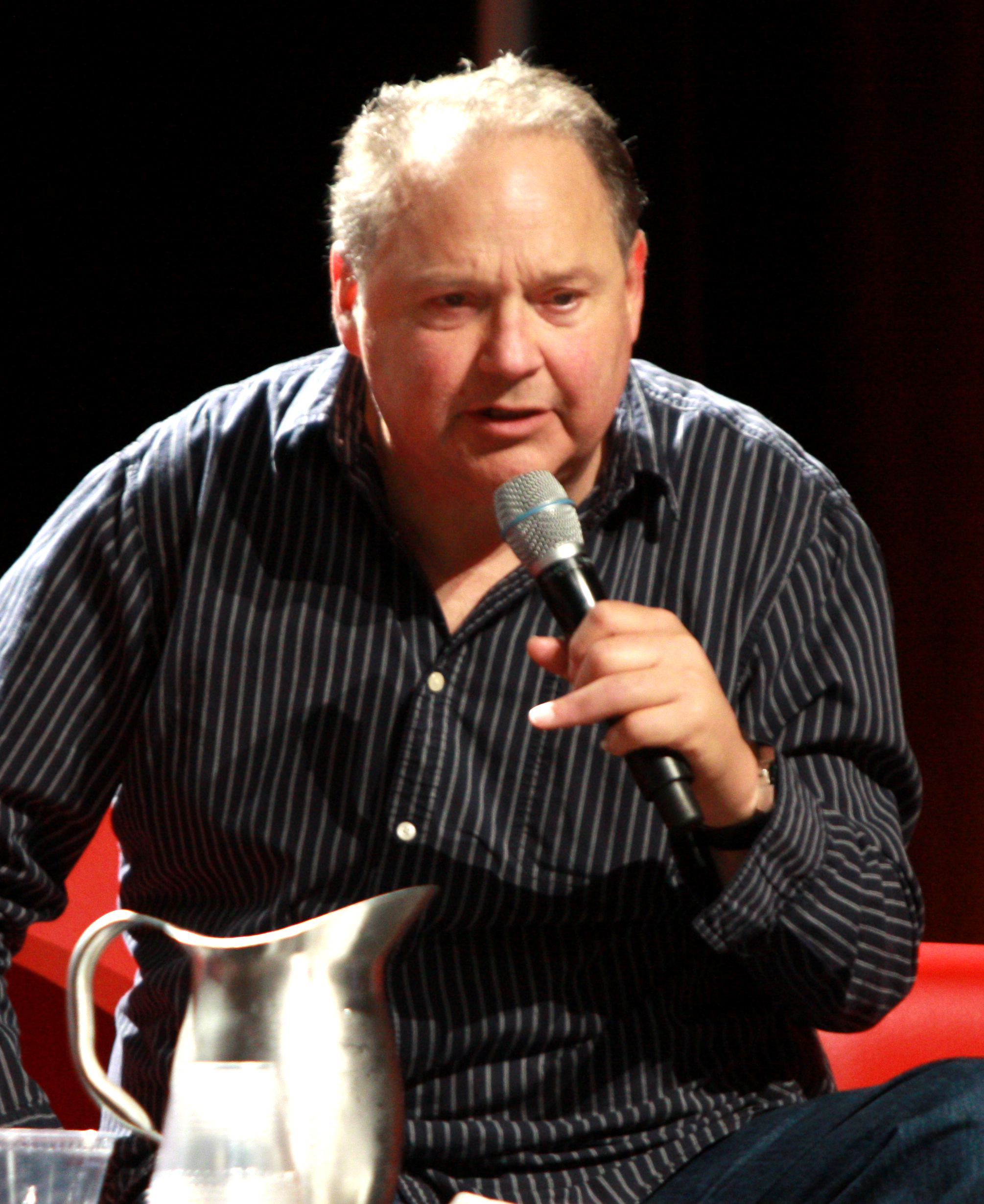
スティーヴン・ファースト／6月16日没

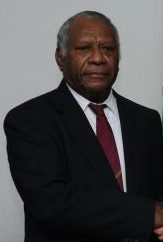
ボールドウィン・ロンズデール／6月17日没

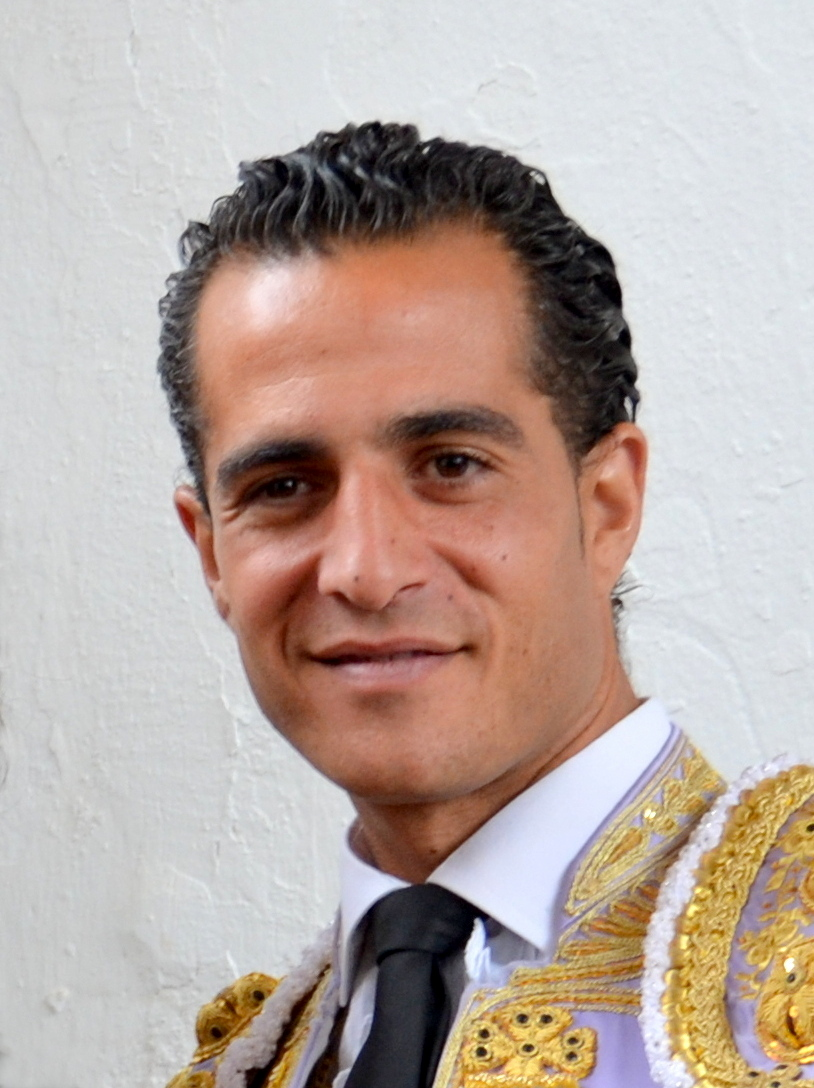
イバン・ファンディーニョ／6月17日没

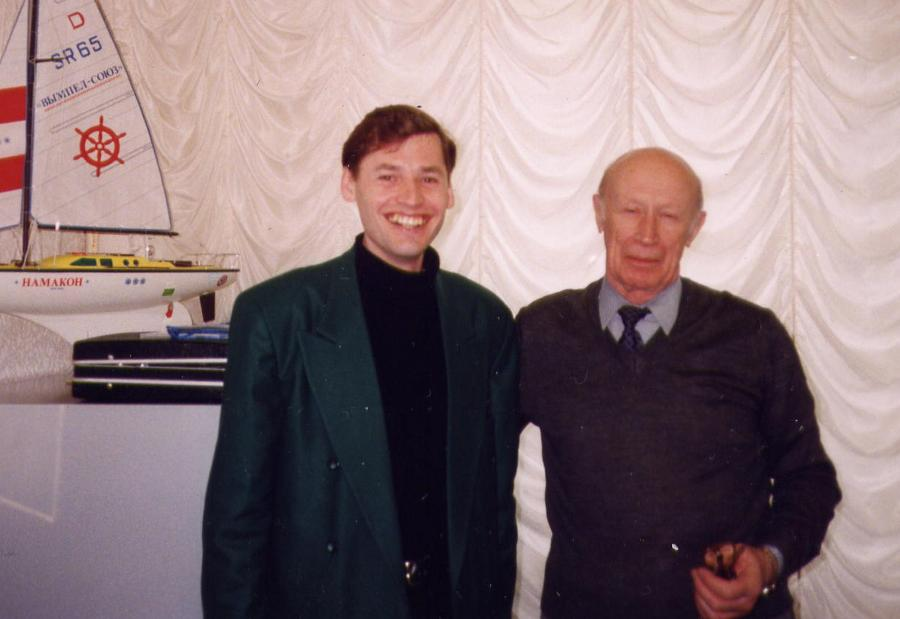
ユーリー・ドロズドフ（右）／6月21日没

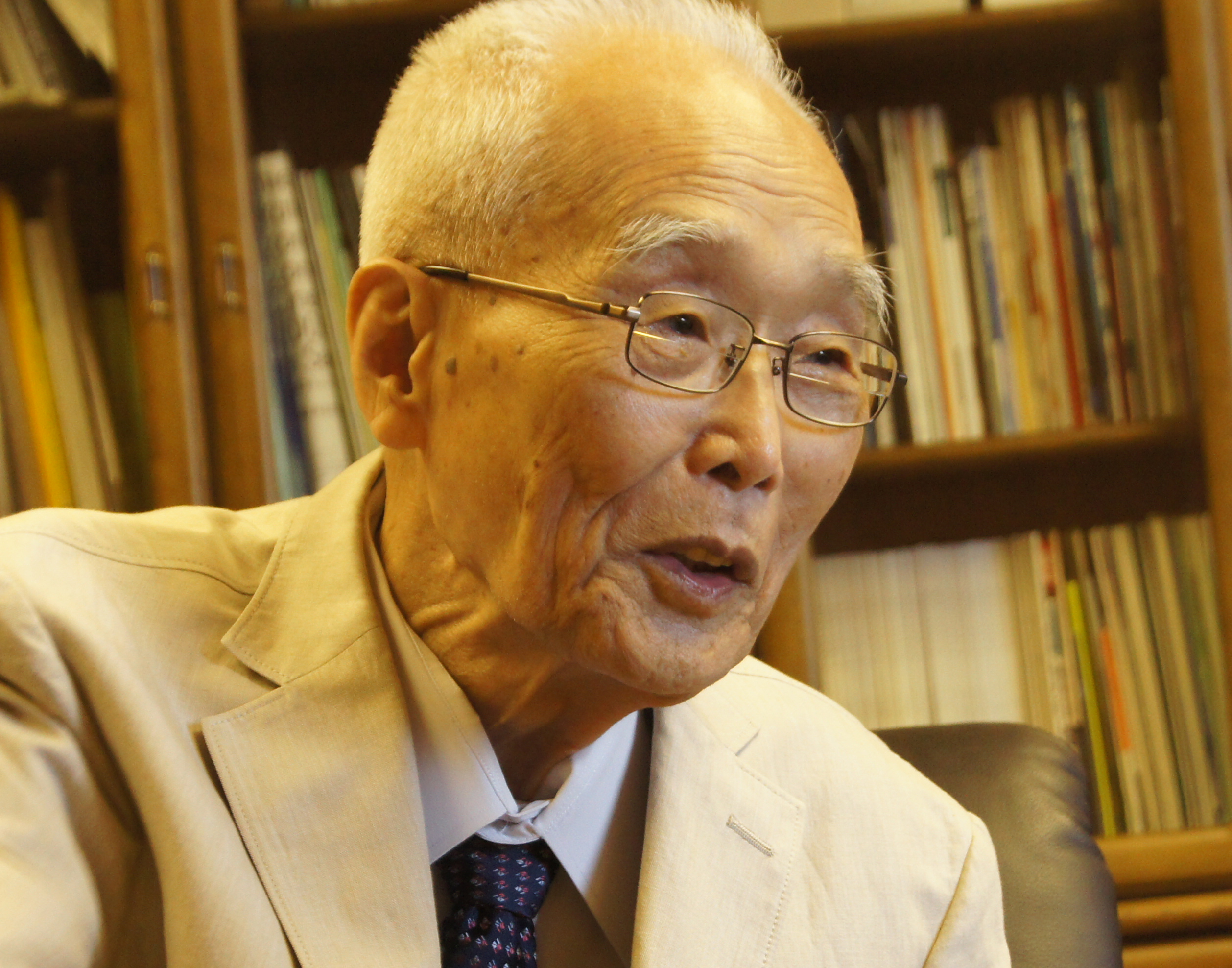
高崎元尚／6月22日没

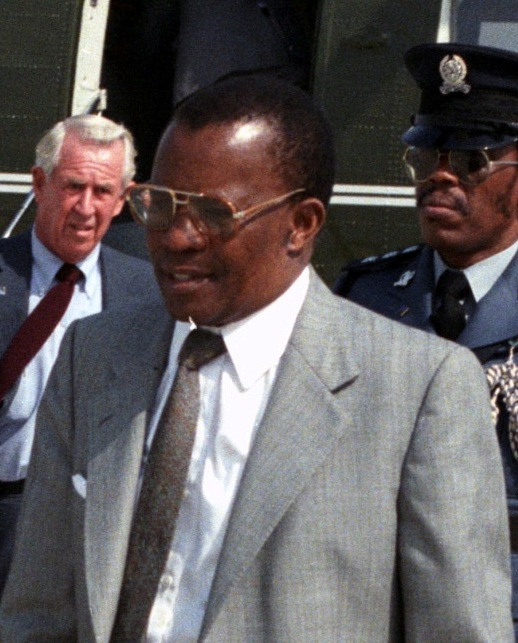
クェット・マシーレ／6月22日没

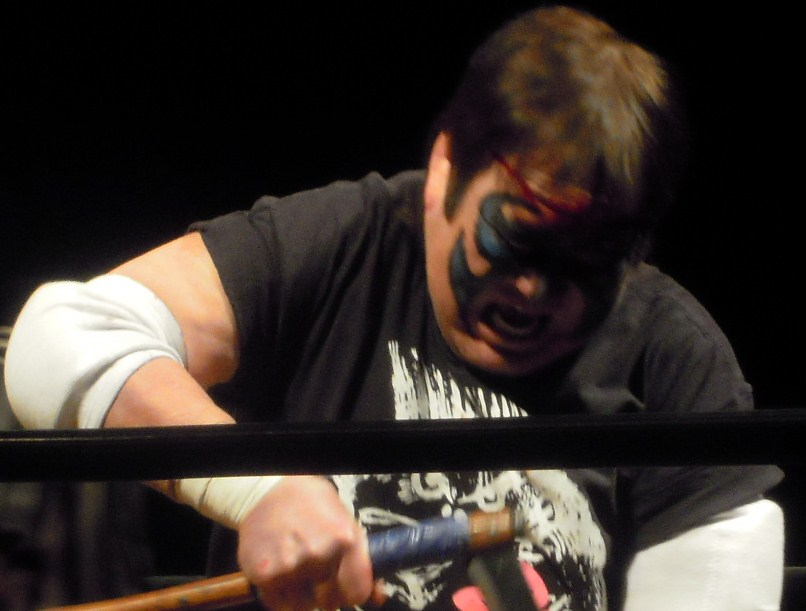
ミスター・ポーゴ／6月23日没

アビブ・チャム／6月26日没

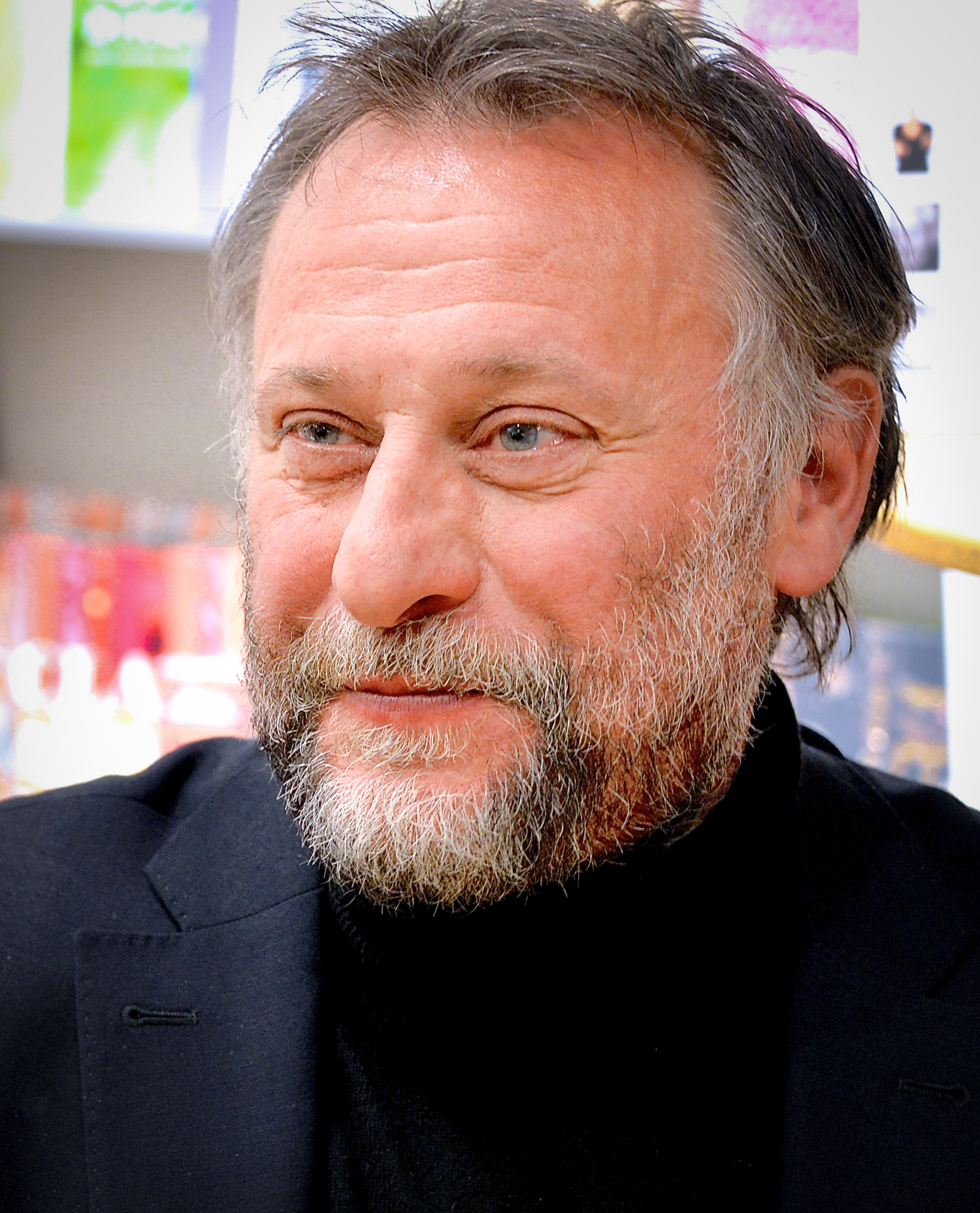
ミカエル・ニクヴィスト／6月27日没

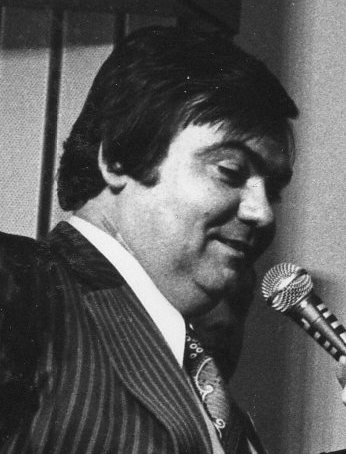
ルイ・ニコラン／6月29日没

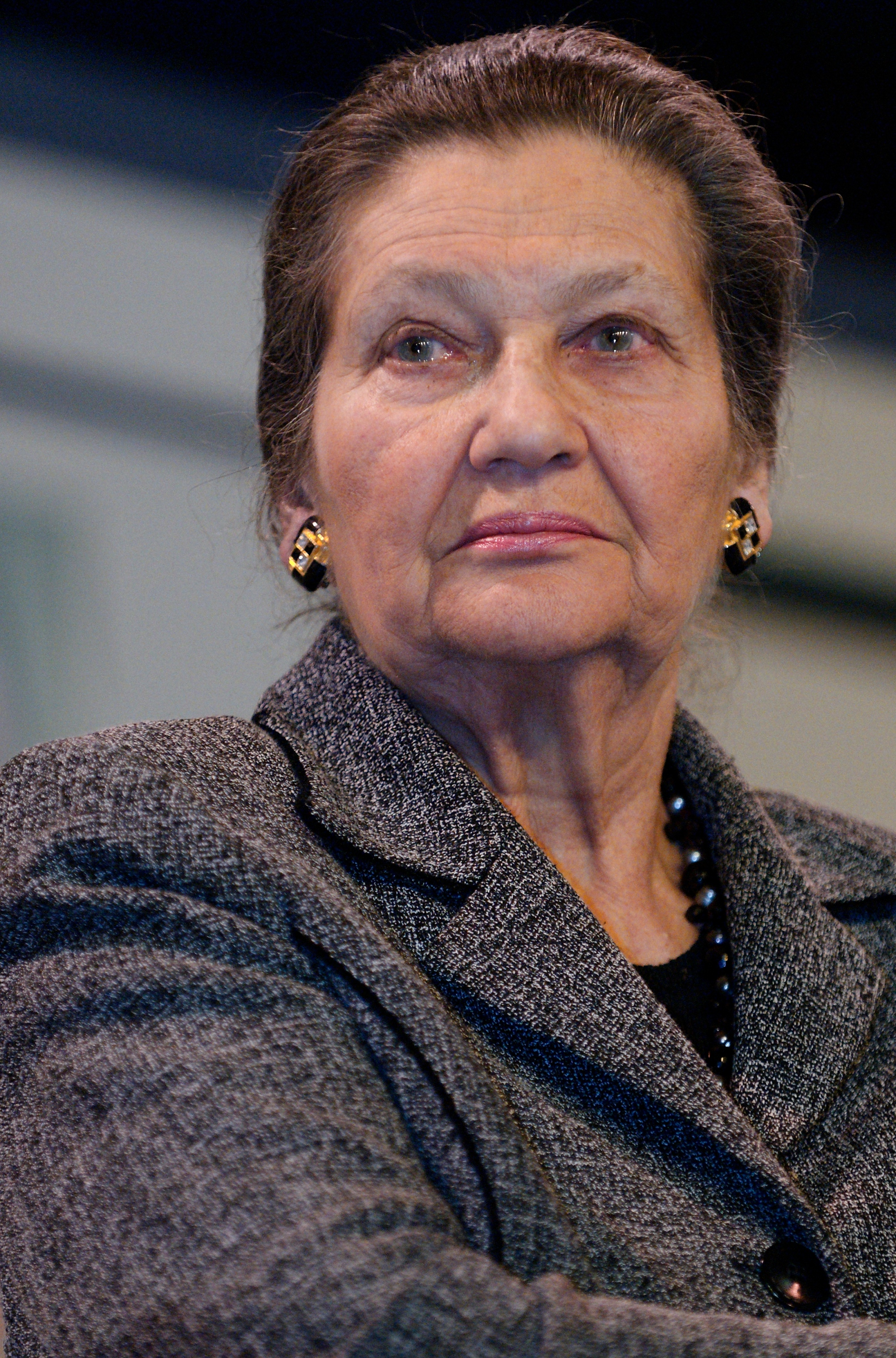
シモーヌ・ヴェイユ／6月30日没

- 6月16日 - 尾形利郎、日本の外科医師、防衛医科大学校元校長（* 1929年）[58]
- 6月16日 - ヘルムート・コール、ドイツの政治家、第6代首相（* 1930年）[59]
- 6月16日 - ジョン・G・アヴィルドセン、アメリカ合衆国の映画監督（* 1935年）[60]
- 6月16日 - 久保知章、日本の政治家、元高知県三原村長（* 1938年）[61]
- 6月16日 - 月田秀子、日本のファド歌手（* 1951年）[62]
- 6月16日 - スティーヴン・ファースト、アメリカ合衆国の俳優、声優（* 1955年）[63]
- 6月16日 - 河野昌人、日本の元プロ野球選手【広島東洋カープなど】（* 1978年）[64]
- 6月17日 - 伊藤博、日本の実業家、元須賀川信用金庫理事長（* 1924年?）[65]
- 6月17日 - 新井隆一、日本の公法学者、早稲田大学名誉教授（* 1928年）[66]
- 6月17日 - 木村進一、日本の実業家、元サノヤス・ヒシノ明昌社長（* 1944年）[67]
- 6月17日 - 杉山健二、日本の実業家、元共栄火災海上保険社長（* 1947年）[68]
- 6月17日 - ボールドウィン・ジェイコブソン・ロンズデール、バヌアツの政治家、同国第9代大統領（* 1950年）[69]
- 6月17日 - イバン・ファンディーニョ、スペインの闘牛士（* 1980年）[70]
- 6月18日 - 竹内和夫、日本の小説家（* 1934年）[71]
- 6月18日 - 小林實、日本の元自治官僚、元自治省事務次官、長野オリンピック組織委員会事務総長（* 1935年）[72]
- 6月18日 - 小本章、日本の現代美術家（* 1935年）[73]
- 6月18日 - 松木恒秀、日本のギタリスト（* 1948年）[74]
- 6月18日 - 片山裕子、日本の実業家、釧路新聞社会長（* 1951年?）[75]
- 6月18日 - 蓮実重臣、日本の作曲家、編曲家（* 1967年）[76]
- 6月18日 - 堀本能礼、日本の俳優（* 1970年）[77]
- 6月19日 - 吹田愰、日本の政治家、元衆議院議員【自由民主党・新生党・新進党所属】、第51代国家公安委員会委員長（* 1927年）[78]
- 6月19日 - 鈴木隆夫、日本の実業家、東京リスマチック創業者（* 1934年）[79]
- 6月19日 - 住祐治、日本の政治家、元岐阜県小坂町長（* 1935年）[80]
- 6月19日 - オットー・ワームビア、アメリカ合衆国の学生（バージニア大学）（* 1994年）[81]
- 6月20日 - 池田正雄、日本の実業家、元三井物産副社長（* 1925年）[82]
- 6月20日 - 立木洋、日本の政治家、元日本共産党参議院議員（* 1931年）[83]
- 6月20日 - プロディジー（英語版）、アメリカ合衆国のラッパー、モブ・ディープメンバー（* 1974年）[84]
- 6月21日 - ユーリー・ドロズドフ、ソ連（現ロシア連邦）の軍人、チェキスト、スパイ、退役少将（* 1925年）[85]
- 6月21日 - 木下章、日本の画家〈日本画〉、京都市立芸術大学名誉教授（* 1927年）[86]
- 6月21日 - 三浦大四郎、日本の実業家、映画製作者（* 1928年）[87]
- 6月21日 - 高木隆太郎、日本の映画プロデューサー（* 1932年?）[88]
- 6月21日 - 小田迪夫、日本の教育学者、大阪教育大学名誉教授[89]
- 6月22日 - 高崎元尚、日本の美術家（* 1923年）[90]
- 6月22日 - クェット・マシーレ、ボツワナの政治家、同国の第2代大統領（* 1925年）[91]
- 6月22日 - 野頭荘雲、日本の書家、毎日書道展参与会員（* 1929年）[92]
- 6月22日 - シーラ・マイケルズ（英語版）、アメリカ合衆国のフェミニスト（* 1939年）[93]
- 6月22日 - 磯敬夫、日本の元警察官僚、元中国管区警察局長（* 1941年）[94]
- 6月22日 - 小林麻央、日本のキャスター、タレント、女優、11代目市川海老蔵夫人（* 1982年）[95]
- 6月23日 - 柴田良行、日本の政治家、元滋賀県木之本町長（* 1929年）[96]
- 6月23日 - 大内延介、日本の将棋棋士（* 1941年）[97]
- 6月23日 - ミスター・ポーゴ、日本のプロレスラー、格闘家（* 1951年）[98]
- 6月24日 - 松本成二、日本の文芸評論家、元教師（* 1929年）[99]
- 6月24日 - 佐藤公彦、日本のシンガーソングライター、元ピピ&コットボーカル（* 1952年）[100]
- 6月24日 - 永射保、日本の元プロ野球選手【広島東洋カープ、西武ライオンズ、福岡ダイエーホークスなど】（* 1953年）[101]
- 6月25日 - 西原道雄、日本の法学者、神戸大学名誉教授（* 1929年）[102]
- 6月25日 - アラン・サンドランス、フランスのフランス料理（ヌーベルキュイジーヌ）シェフ（* 1939年）[103]
- 6月25日 - 長谷川元吉、日本の撮影監督（* 1940年）[104]
- 6月26日 - アビブ・チャム、セネガルの政治家、同国の第3・4代首相（* 1933年）[105]
- 6月27日 - 金原まさ子、日本の俳人（* 1911年）[106]
- 6月27日 - 白田平、日本の数学者、北海道大学名誉教授（* 1922年?）[107]
- 6月27日 - 神内良一、日本の実業家、プロミス（現SMBCコンシューマーファイナンス）創業者（* 1926年）[108]
- 6月27日 - マイケル・ボンド、イギリスの小説家（* 1926年）[109]
- 6月27日 - ミカエル・ニクヴィスト、スウェーデンの俳優（* 1960年）[110]
- 6月27日 - アンソニー・ヤング（英語版）、アメリカ合衆国のプロ野球選手（投手）（* 1966年）[111]
- 6月28日 - 野尻千草、日本の料理研究家（* 1928年）[112]
- 6月28日 - 佐々木正美、日本の児童精神科医（* 1935年）[113]
- 6月28日 - 森慎二、日本のプロ野球指導者【埼玉西武ライオンズ投手コーチ】、元西武投手（* 1974年）[114]
- 6月28日 - 肖暁琳（英語版）、中国の司会者（* 1956年?1962年?）[115]
- 6月29日 - ルイ・ニコラン、フランスの実業家、モンペリエHSC会長（* 1943年）[116]
- 6月30日 - シモーヌ・ヴェイユ、フランスの弁護士、政治家、元保健大臣、元欧州議会議長（* 1927年）[117]
- 6月30日 - 山田宗允、日本の実業家、元小松フォークリフト会長（* 1927年）[118]